# Соколовский, Евгений Владимирович
Евге́ний Влади́мирович Соколо́вский (укр. Євген Володимирович Соколовський, 7 ноября 1978, Одесса, Украинская ССР, СССР) — украинский мото- и автогонщик, руководитель гоночной команды и бизнесмен.
Соколовский – владелец и руководитель команды Vector Racing, выступающей в MotoGP и IDM. В 2011 году команда при участии Евгения как мотогонщика выиграла немецкий международный чемпионат Internationale Deutsche Motorradmeisterschaft (IDM) в 600-кубовом классе Supersport. Евгений выступал за команду Vector 24-7 GP Racing до 2012 года. А через шесть лет, в 2018 году перешёл в кольцевые автогонки, где стал стартовать на кузовных автомобилях. В 2020 году дебютировал в NASCAR Whelen Euro Series.

## Ранние годы
Евгений Соколовский вырос в городе Одесса. Мотоспортом начал заниматься очень рано, следуя по стопам своего отца, украинского раллийного пилота Владимира Соколовского. Впервые в юношеских картинговых автогонках принял участие в возрасте 8 лет.
С 1995 по 2000 год Евгений учился в Одесском национальном экономическом университете и получил степень магистра по специальности «коммерческий ИТ-специалист».

## Карьера мотогонщика

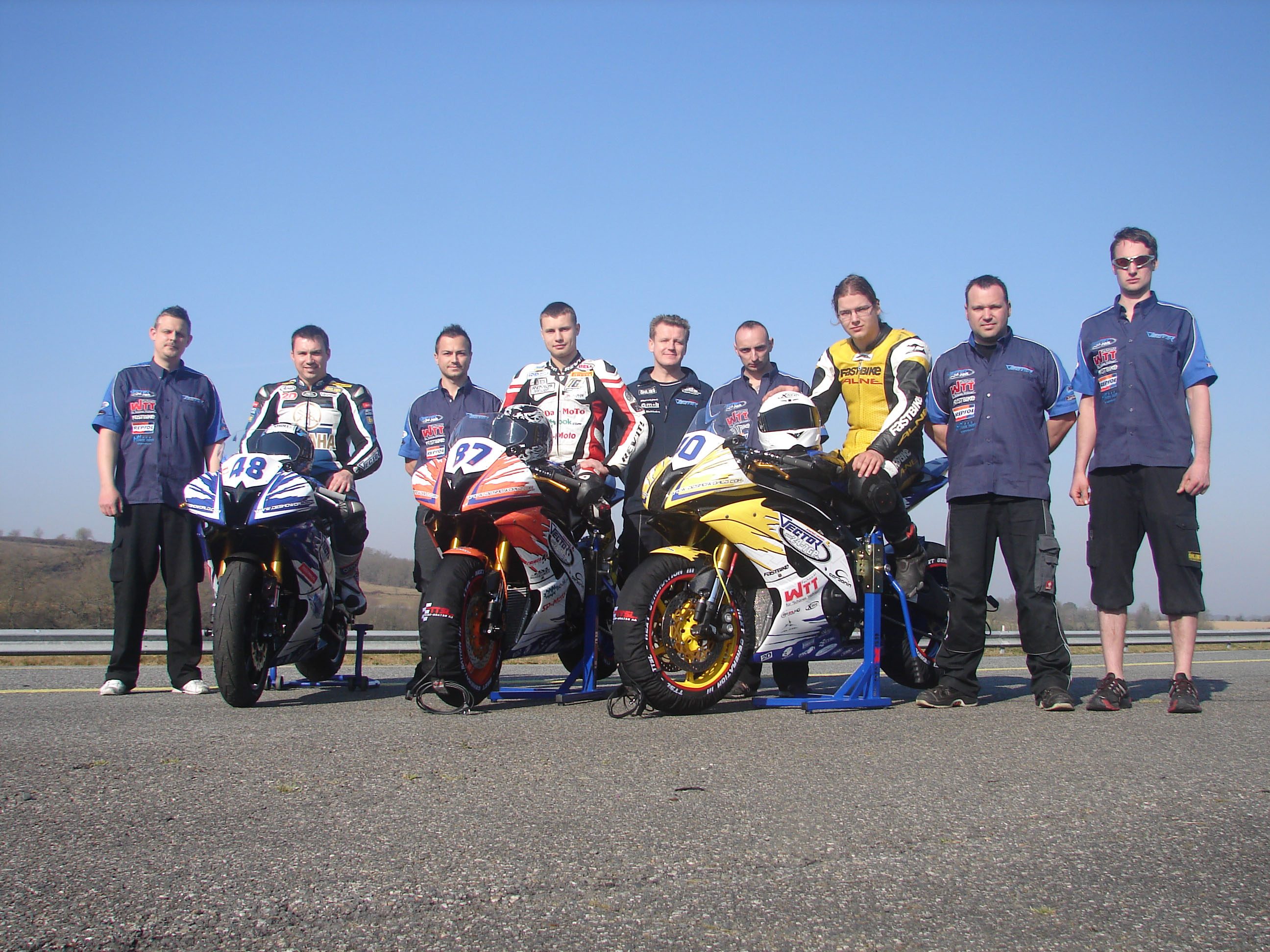
Команда Vector 24-7 GP в 2012 году, Евгений Соколовский на мотоцикле слева

С 2003 по 2009 год Евгений Соколовский принимал участие в национальных российских и украинских чемпионатах в классе Supersport 600.
С 2009 по 2011 год он выходил на старты немецкого монокубка Yamaha R6 Cup. В 2011 к этому добавились выступления в чемпионате мира по супербайку (WorldSBK), и в немецком кольцевом чемпионате IDM, во время финального этапа которого, на Хоккенхаймринге, Евгений попал в тяжёлую аварию.
В 2012 он вновь вышел на старт чемпионата IDM в классе Suppersport, а также принял участие в трофее WorldSBK UEM Coppa dei Due Paesi Trophy. После чего, в конце сезона завершил свою мотоспортивную карьеру.

## Владедец и руководитель мотокоманды

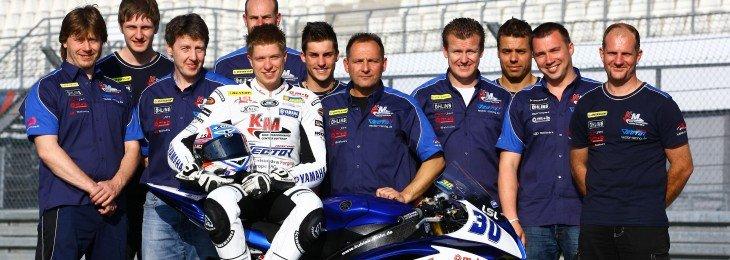
Команда Vector Racing после победы в чемпионате IDM 2011 года

Евгений Соколовский являлся совладельцем мотогоночной команды Vector Racing совместно с руководителем команды Андреем Гавриловым.
Начиная с 2001 года команда участвовала в различных соревнованиях по кольцевым мотогонкам. В 2006 году команда приняла участие в чемпионате мира по супербайку. В 2008 году Владимир Иванов, выступая за команду, занял второе место в классе Supersport немецкого чемпионата IDM, на Yamaha YZF-R6.
В 2009 году Vector Racing вместе с мотогонщиком команды Владимиром Леоновым приняли участие в мировом первенстве MotoGP в классе 250сс, а в 2010 году заявились в новый класс Moto-2.
В сезоне 2011 года Vector Racing вернулись в IDM, где в классе Supersport их пилот Ешко Гюнтер (Jesco Gunther) одержал победу в личном зачёте, а коллектив стал победителем командного зачёта.
После успешного сезона Vector Racing Team решили создать в 2012 году сразу две гоночные команды в классе Supersport чемпионата IDM, по два гонщика в каждой: Vector Bily KM Racing и Vector 24-7 GP Racing. Но команда не смогла повторить свой предыдущий успех.

## Карьера в автогонках

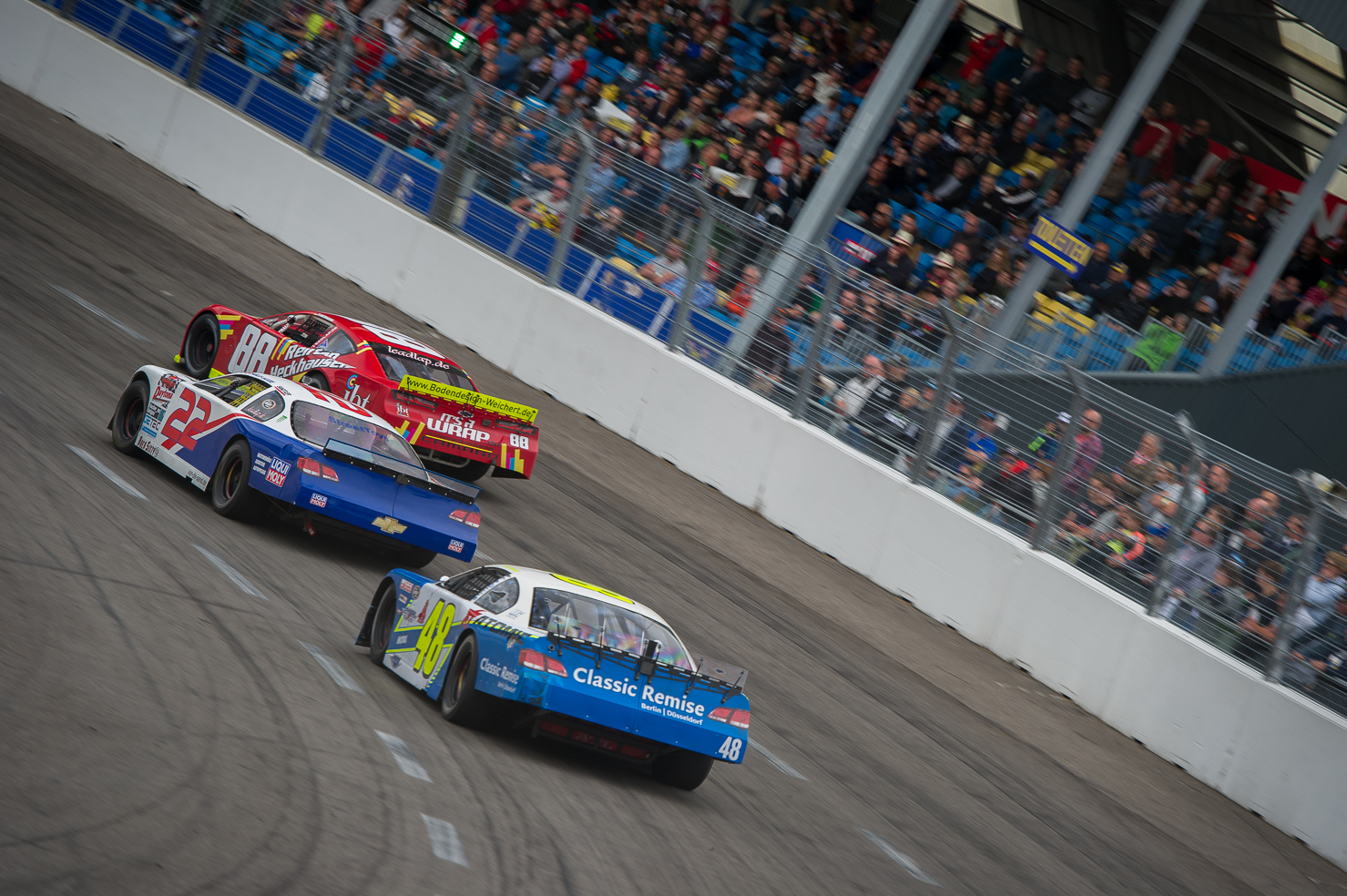
Старт заезда серии V8LM на трассе Raceway Venray, Евгений Соколовский №48

После перерыва в гоночной карьере, в 2018 году Евгений Соколовский перешел в кузовные автогонки. Он принял участие в европейской серии, выступающей на овальных автодромах: Oval Racing Series LMV8 (Late Model V8). И уже в свой дебютный сезон стал вице-чемпионом в категории ASCAR и одиннадцатым в абсолютном зачёте.
В 2019 году он переключился на выступления на новом автомобиле в категории LMV8-NASCAR (Off Set Car). В предпоследней гонке сезона Соколовский на большой скорости попал в серьёзную аварию, его автомобиль был полностью разбит, но его самого сумели извлечь из машины без серьезных повреждений. Вследствие аварии он был вынужден пропустить финальную гонку.
В 2020 году Евгений Соколовский решил выступить за команду Marko Stipp Motorsport в классе EuroNASCAR Pro серии NASCAR Whelen Euro Series. В связи с мировой пандемией коронавируса, в марте гонки серии NASCAR Whelen Euro Series были отложены, а вместо этого было решено провести чемпионат EuroNASCAR Esports Series. 
Результаты виртуальной гоночной серии, в которой Евгений Соколовский принял участие за команду Marko Stipp Motorsport, так же влияли и на судьбу реального чемпионата, так как все участники виртуальной серии по итогам сезона получали очки, учитывавшиеся в NASCAR Whelen Euro Series.
11 сентября отложенный сезон в NASCAR Whelen Euro Series всё же стартовал. Он включал в себя восемь этапов, а также два суперфинала. Евгений Соколовский принял участие во всех этапах в классе EuroNASCAR Pro, а его лучшим результатом стало 11 место во втором суперфинале. По итогам сезона Евгений набрал 278 очков и занял итоговое 14-е место.
В классе NASCAR 2 Евгений начал выступать только с бельгийских этапов в Зольдере, пропустив две итальянские гонки. Всего за сезон он набрал 260 очков и занял 13-е место. Дополнительно Евгений принял участие в зачетах Legends Trophy и Challenger Trophy этого турнира. Отличительной чертой его автомобиля Chevrolet Camaro стала уникальная гоночная ливрея, созданная художницей Сандрой Ковальски.
В 2020 году Евгений Соколовский выступил и в марафоне 24 часа «Нюрбургринга» на BMW 325i (E90) команды Kkramer Racing в классе V4. По итогам гонки экипаж занял 69 место в абсолюте и пятое в своём классе.
Сезон 2021 года Евгений начал с другого суточного марафона – 24 часа Дубая, где выступал за команду QSR Racing на автомобиле Audi RS3 LMS TCR.

## Персональные данные
Евгений Соколовский женат, проживает в Дюссельдорфе, Германия.
Является управляющим партнером дилерского автомобильного центра в городе Нойс и компании Classic Remise Düsseldorf.

## Статистика выступлений
| Легенда к таблице |                                                                    |
| --- | ------------------------------------------------------------------ |
| Расшифровка обозначений и цветов представлена в нижеследующей таблице. |                                                                    |
| \| Пример \| Описание \| \| ------------ \| ------------------------------------------------------------------ \| \| 1 \| Победитель \| \| 2 \| Второе место \| \| 3 \| Третье место \| \| 5 \| Финишировал, заработав очки \| \| Сход \| Не финишировал, но при этом заработал очки \| \| 12 \| Финишировал, не получив очков \| \| НКЛ \| Финишировал, но не попал в финальную классификацию \| \| 15 \| Участвовал вне зачёта, либо по отдельной классификации \| \| 18 \| Не финишировал, но попал в финальную классификацию \| \| Сход \| Не финишировал \| \| НКВ \| Не прошёл квалификацию \| \| НПКВ \| Не прошёл предквалификацию \| \| ДСК \| Дисквалифицирован \| \| ИСК \| Исключён из протокола соревнований \| \| ТТ \| Заявлен для участия только в тренировках \| \| НС \| Участвовал в квалификации, но не стартовал в гонке \| \| Т \| Травмирован или болен \| \| ОТК \| Отказ от участия \| \| НТР \| Прибыл на соревнования, но на трассу не выезжал \| \| НПР \| Был заявлен в числе участников, но не прибыл к началу соревнований \| \| О \| Соревнования отменены \| \| \| Не участвовал \| \| Поул-позиция \| \| \| Быстрый круг \| \| |                                                                    |
| Пример | Описание                                                           |
| 1 | Победитель                                                         |
| 2 | Второе место                                                       |
| 3 | Третье место                                                       |
| 5 | Финишировал, заработав очки                                        |
| Сход | Не финишировал, но при этом заработал очки                         |
| 12 | Финишировал, не получив очков                                      |
| НКЛ | Финишировал, но не попал в финальную классификацию                 |
| 15 | Участвовал вне зачёта, либо по отдельной классификации             |
| 18 | Не финишировал, но попал в финальную классификацию                 |
| Сход | Не финишировал                                                     |
| НКВ | Не прошёл квалификацию                                             |
| НПКВ | Не прошёл предквалификацию                                         |
| ДСК | Дисквалифицирован                                                  |
| ИСК | Исключён из протокола соревнований                                 |
| ТТ | Заявлен для участия только в тренировках                           |
| НС | Участвовал в квалификации, но не стартовал в гонке                 |
| Т | Травмирован или болен                                              |
| ОТК | Отказ от участия                                                   |
| НТР | Прибыл на соревнования, но на трассу не выезжал                    |
| НПР | Был заявлен в числе участников, но не прибыл к началу соревнований |
| О | Соревнования отменены                                              |
| | Не участвовал                                                      |
| Поул-позиция |                                                                    |
| Быстрый круг |                                                                    |

### Результаты выступлений в V8 Oval Series
| Год  | Трасса         | Команда       | Класс       | Автомобиль       | 1 | 2  | 3  | 4  | 5 | 6 | 7  | 8    | 9 | Место | Очки |
| ---- | -------------- | ------------- | ----------- | ---------------- | - | -- | -- | -- | - | - | -- | ---- | - | ----- | ---- |
| 2018 | Raceway Venray | Vector Racing | Ascar       | Chevrolet Camaro | 3 | 4  | 4  | 4  | 4 | 5 | 4  |      |   | 2-й   | 675  |
| 2019 | Raceway Venray | Vector Racing | Ascar       | Chevrolet Camaro | 2 |    |    |    |   |   |    |      |   | 12-й  | 831  |
| 2019 | Raceway Venray | Vector Racing | Off Set Car | Chevrolet Camaro |   | 12 | 13 | 10 | 6 | 7 | 10 | Сход |   | 12-й  | 831  |
| 2020 | Raceway Venray | Vector Racing | Off Set Car | Chevrolet Camaro | 9 |    |    |    |   |   |    |      |   | НД    | НД   |

### Результаты выступлений в NASCAR

#### Результаты в Whelen Euro Series
| Год  | Команда                | Класс          | Автомобиль       | 1      | 2      | 3      | 4      | 5      | 6      | 7      | 8      | 9      | 10     | Место | Очки |
| ---- | ---------------------- | -------------- | ---------------- | ------ | ------ | ------ | ------ | ------ | ------ | ------ | ------ | ------ | ------ | ----- | ---- |
| 2020 | Marko Stipp Motorsport | EuroNASCAR PRO | Chevrolet Camaro | ИТА 13 | ИТА 16 | БЕЛ 17 | БЕЛ 15 | ЧЕХ 19 | ЧЕХ 14 | ИСП 14 | ИСП 17 | ИСП 14 | ИСП 11 | 14-й  | 278  |
| 2020 | Marko Stipp Motorsport | EuroNASCAR 2   | Chevrolet Camaro | ИТА    | ИТА    | БЕЛ 13 | БЕЛ 8  | ЧЕХ 12 | ЧЕХ 12 | ИСП 13 | ИСП 11 | ИСП 15 | ИСП 12 | 13-й  | 260  |